# Dog Days (album)
Dog Days (Hondsdagen) is het vierde studioalbum van de Amerikaanse muziekgroep Atlanta Rhythm Section. De band begon op stoom te komen met dit album. Op dit album stond voor de band geen single die succes had. Het nummer Dog Days werd in Nederland wel als single gepromoot via Radio 3, maar haalde geen hitlijsten, net als het album. In de Verenigde Staten haalde het album plaats 113 in de Billboard Album Top 200.

## Musici
- Ronnie Hammond – zang
- Barry Bailey, J.R.Cobb – gitaar
- Paul Goddard – basgitaar
- Dean Daughtry – toetsinstrumenten
- Robert Nix – slagwerk

## Muziek
| Nr. | Titel                                           | Duur |
| --- | ----------------------------------------------- | ---- |
| 1.  | Crazy (Buie, Nix, Daughtry)                     | 3:07 |
| 2.  | Boogie Smoogie (Buie, Nix, Bailey)              | 7:57 |
| 3.  | Cuban crisis (Buie, Nix, Cobb)                  | 3:50 |
| 4.  | It just ain’t your moon (Buie, Nix, Daughtry)   | 4:50 |
| 5.  | Dog days (Buie, Nix, Daughtry)                  | 3:35 |
| 6.  | Bless my soul (Cobb)                            | 4:00 |
| 7.  | Silent treatment (Buie, Nix, Bailey)            | 6:15 |
| 8.  | All night rain (Buie, Nix, Daughtry, Bob McRee) | 3:10 |

Uitgaven van dit album op compact disc gaan vaak gepaard met Red Tape.